# Eburodacrys sulphureosignata
Eburodacrys sulphureosignata là một loài bọ cánh cứng trong họ Cerambycidae.